# Brumăriță siberiană

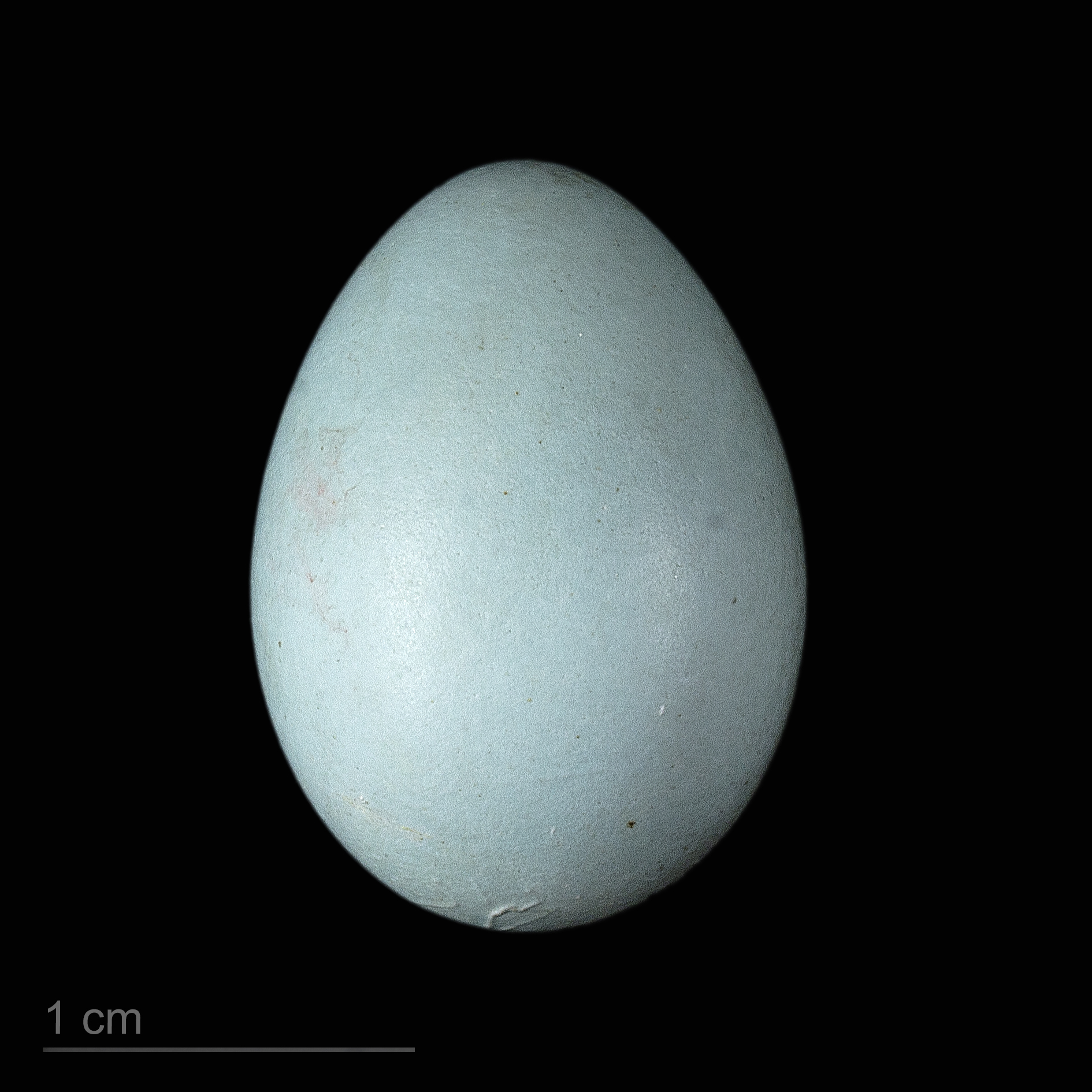
Prunella montanella - MHNT

Brumărița siberiană (Prunella montanella) este o pasăre cântătoare mică din ordinul paseriformelor, familia Prunellidae

## Galerie

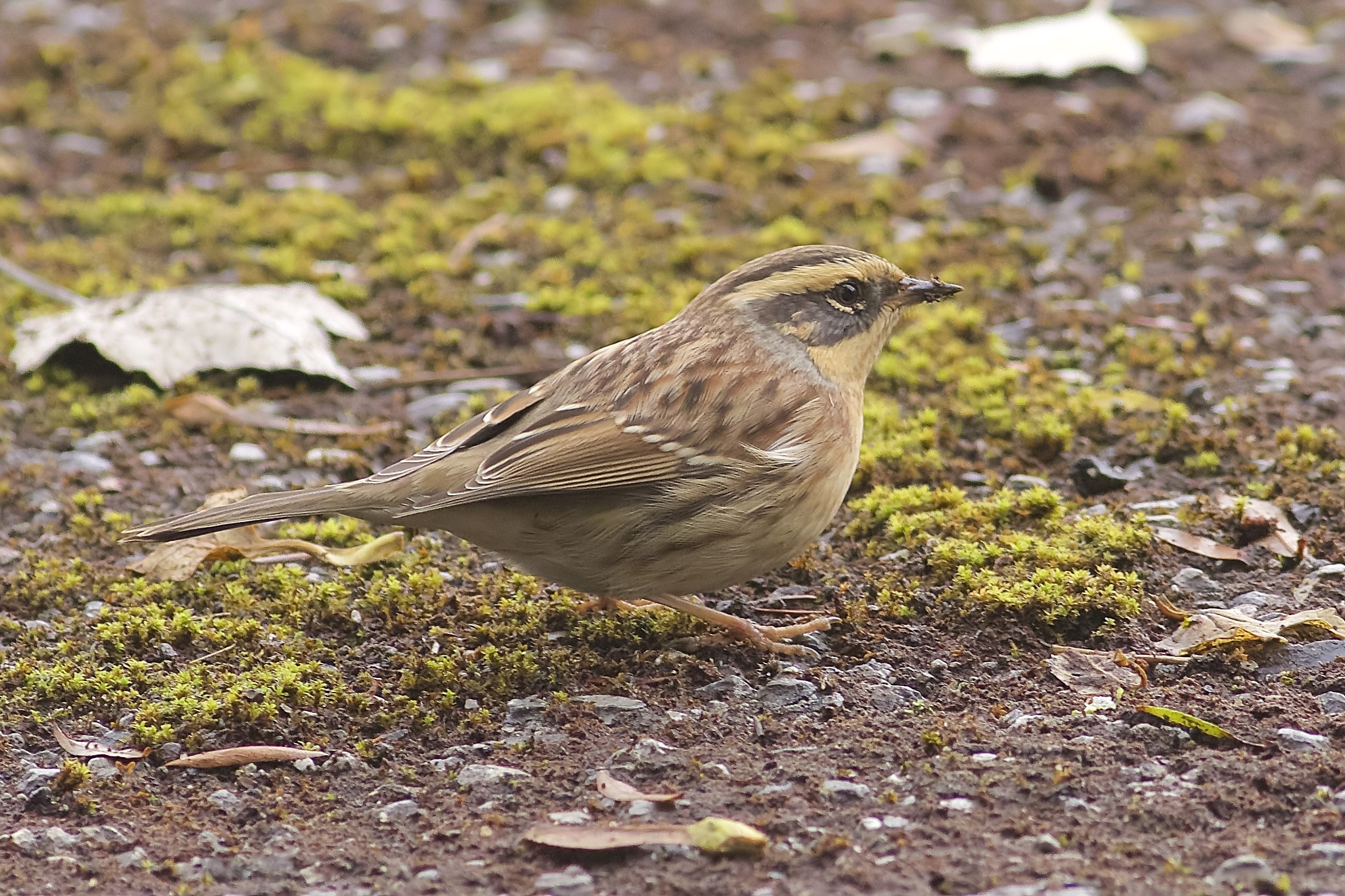
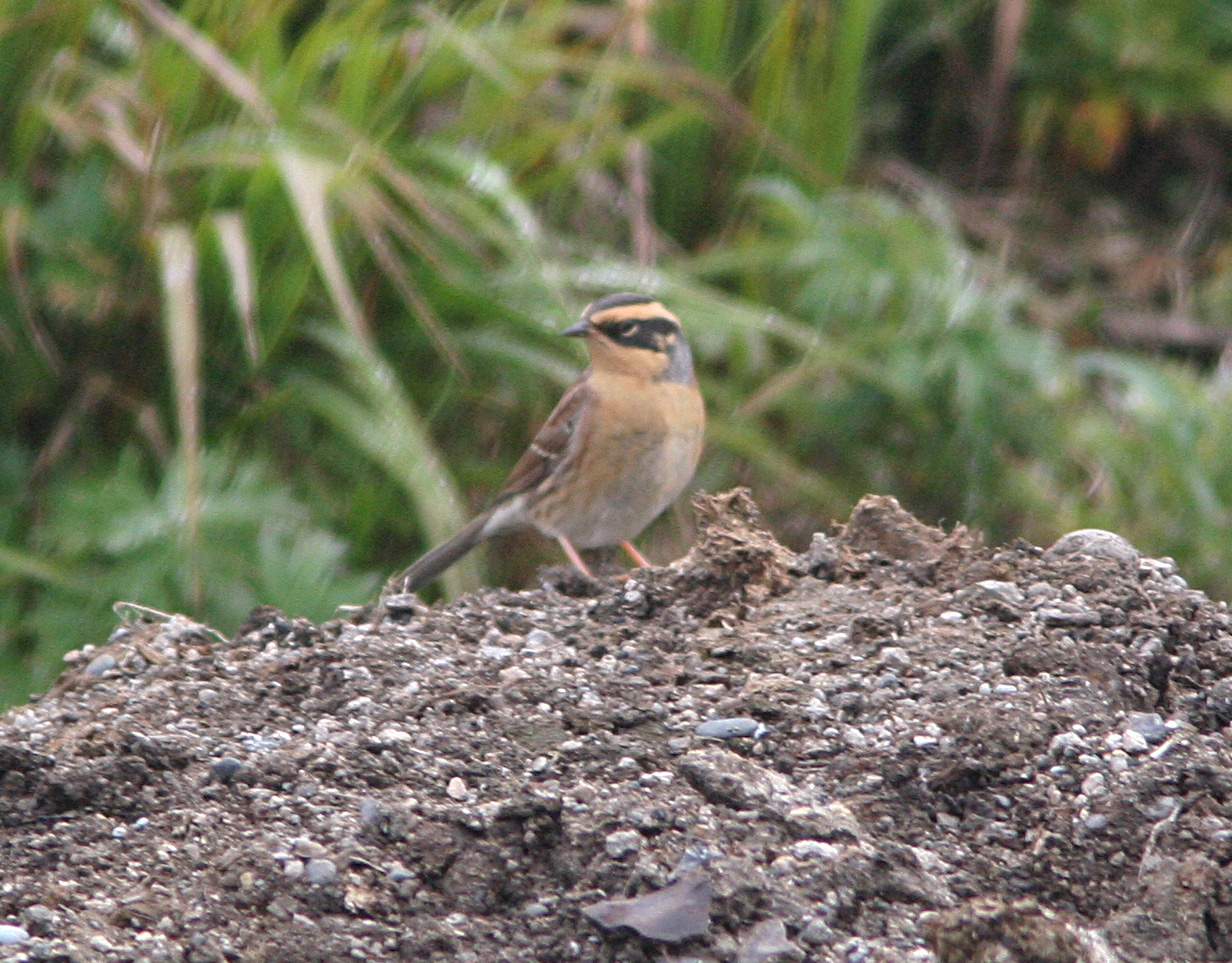
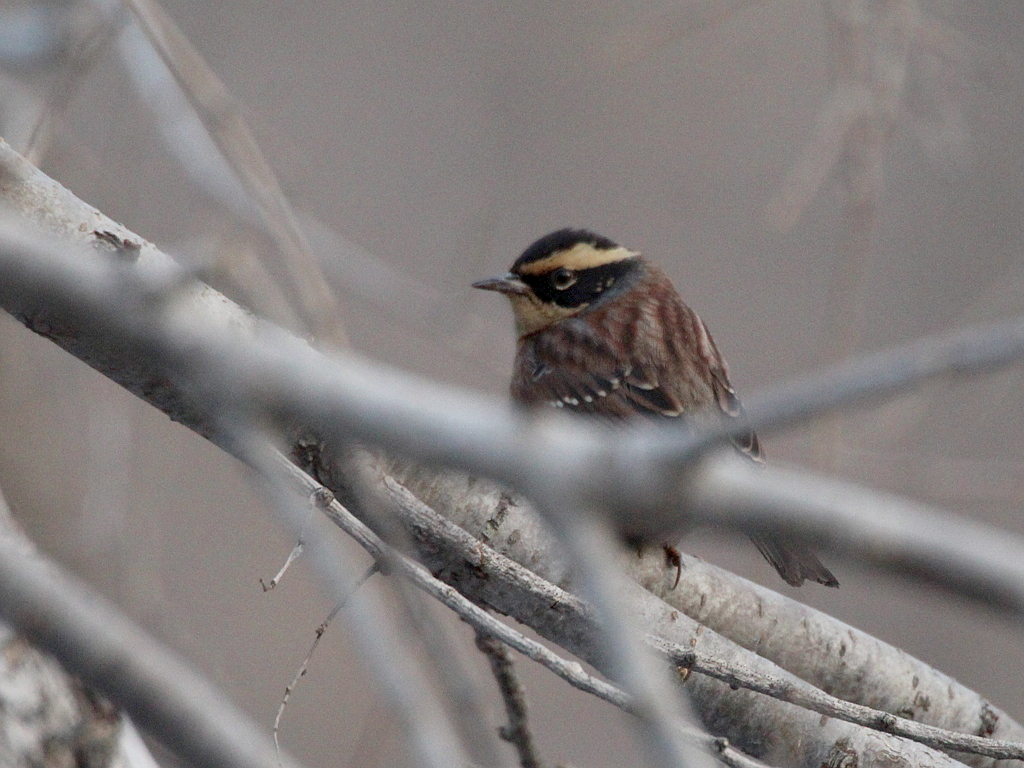